# 里帕布利克 (密蘇里州)
里帕布利克（英語：Republic）是位於美國密蘇里州克里斯蒂安縣及格林縣的城市。

## 人口
根據2020年美國人口普查的數據，里帕布利克的面積為41.40平方千米，皆為陸地。當地共有人口18,750人，而人口密度為每平方千米453人。